# Запис Вујчића крушка (Драгово)
Запис Вујчића крушка (Драгово) се налази на парцели чији је власник Вујчић Илија.

## Локација
| Општина             | Рековац                                                                     |
| Катастарска општина | Драгово                                                                     |
| Потес               | Горњи парлог                                                                |
| Координате          | 43° 47′ 41″ С; 21° 05′ 30″ И / 43.794800000000002° С; 21.091699999999999° И |
| Надморска висина    | 360m                                                                        |

## Карактеристике
Дендрометријске вредности утврђене на терену и сателитским снимцима:
| Стабло                     | Крушка |
| Висина стабла              | m      |
| Обим дебла                 | m      |
| Пречник крошње             | 9m     |
| Пречник дебла              | m      |
| Висина дебла до прве гране | m      |

## База записа
Запис је у оквиру Викимедија пројекта "Запис - Свето дрво" заведен под редним бројем 0222.